# 397
Évszázadok: 3. század – 4. század – 5. század
Évtizedek: 340-es évek – 350-es évek – 360-as évek – 370-es évek – 380-as évek – 390-es évek – 400-as évek – 410-es évek – 420-as évek – 430-as évek – 440-es évek
Évek: 392 – 393 – 394 – 395 –  396 – 397 – 398 – 399 – 400 – 401 – 402

## Események

### Nyugat- és Keletrómai Birodalom
- A keleti Flavius Caesariust és a nyugati Nonius Atticust választják consulnak.
- Stilicho csapdába ejti a Peloponnészoszi-félszigeten az ott fosztogató Alarikot és vizigótjait, de egy összecsapást követően azok kijutnak a csapdából és észak felé menekülnek (egyes történetírók szerint Stilicho szándékosan engedte el őket).
- A keletrómai kormányzatot irányító Eutropius kiűzi a Kis-Ázsiát fosztogató hunokat és az állam ellenségének nyilvánítja Stilichót, mert Alarikot üldözve az ő engedélye nélkül lépett a keletrómai birodalom területére.
- Honorius nyugatrómai császár Rómában betiltja a barbár stílusú öltözéket (nadrág, cipő, állatbőrök, hosszú haj).
- Nektariosz halálát követően Aranyszájú Szt. Jánost választják Konstantinápoly pátriárkájává.
- Hippói Szt. Ágoston megkezdi Vallomások (Confessiones) c. önéletrajzi művének írását.
- A karthágói zsinat megerősíti a 393-ban elfogadott bibliai kánont.
- Megalapítják a Mor Gabriel kolostort, a szíriai ortodox egyház legrégebbi kolostorát.

### Kína
- A hszienpej Kései Liang állam megtámadja Nyugati Csint, de súlyos vereséget szenved. A hatalom meggyengülését kihasználva helyi kormányzók kikiáltják a függetlenségüket és megalakul Északi és Déli Liang.

## Halálozások
- április 4. – Ambrosius, Mediolanum püspöke
- november 8. – Szent Márton, tours-i püspök[1]

## Fordítás
- Ez a szócikk részben vagy egészben  a(z)   397 című angol Wikipédia-szócikk ezen változatának fordításán alapul.  Az eredeti cikk szerkesztőit annak laptörténete sorolja fel. Ez a jelzés csupán a megfogalmazás eredetét és a szerzői jogokat jelzi, nem szolgál a cikkben szereplő információk forrásmegjelöléseként.